# Angelika Voland
Angelika Voland (* 30. Juli 1943 in Wurzen) ist eine deutsche Politikerin (SPD).
Nach ihrer Schulausbildung machte Voland die Lehre als Obstbauerin und ein Fernstudium als Kindergärtnerin. In diesem Beruf war sie 25 Jahre lang tätig. Später studierte sie Sozialpädagogik an der Fachhochschule Neubrandenburg und war von 1997 an selbständig in einem Reisebüro tätig.
Voland wurde 1994 Mitglied der Rostocker Bürgerschaft, wo sie dem Sozialausschuss angehörte. Sie war Vorsitzende des Ortsvereins Lütten Klein und Mitglied im Ortsbeirat. Von 2002 bis 2006 war die Mitglied des Landtages Mecklenburg-Vorpommern, sie wurde dabei im Wahlkreis Rostock II direkt gewählt. 
Voland ist verheiratet und Mutter von fünf Kindern.